# Geisengrund
Geisengrund (fränkisch: Gaasn-grund) ist ein Gemeindeteil der kreisfreien Stadt Ansbach (Mittelfranken, Bayern). Geisengrund liegt in der Gemarkung Schalkhausen.

## Geografie
Durch das Dorf fließt das Geisengrundbächlein, ein rechter Zufluss des Fürstengrabens, der rechts in den Onolzbachs fließt. Es ist im Nordwesten vom Schönfeldwald und im Osten vom Ansbacher Stadtwald umgeben. 0,5 km südöstlich liegt der Zeilberg. Eine Gemeindeverbindungsstraße führt nach Schalkhausen zur Staatsstraße 2246 (1,5 km nördlich) bzw. nach Elpersdorf zur Staatsstraße 1066 (0,8 km südwestlich).

## Geschichte
Im Jahre 1569 wurde der Ort als „Geisengrundt“ erstmals urkundlich erwähnt, 1732 als „Gaßengrund“ und 1809 als „Gaisengrund“. Das Grundwort Grund bedeutete im Mittelhochdeutschen Tal, das Bestimmungswort Geis Rehwild. Der Ort wurde also in einem ursprünglich bewaldeten Talgebiet mit reichem Rehwildbestand gegründet.
Karl Heinrich Ritter von Lang berichtet in seiner Beschreibung des Rezatkreises (heutiges Mittelfranken) aus dem Jahr 1809 über die Entstehung von Geißengrund: „In älteren Zeiten bestand der Gaisengrund in einem Complex mehrerer unbezimmerter Grundstücke, welche noch im 16. Jahrhundert dem Stift Eichstätt zu Lehen gingen, 1577 aber von Markgraf Georg Friedrich gekauft und sodann bezimmert wurden“. Dies macht deutlich, dass der Flurname schon vor dem Ortsnamen existiert hat.
Gegen Ende des 18. Jahrhunderts gab es in Geisengrund ein Anwesen. Das Hochgericht übte das brandenburg-ansbachische Hofkastenamt Ansbach aus. Der Hof hatte das Hofkastenamt Ansbach als Grundherrn. Von 1797 bis 1808 unterstand der Ort dem Justiz- und Kammeramt Ansbach.
Im Rahmen des Gemeindeedikts wurde Geisengrund dem 1808 gebildeten Steuerdistrikt Schalkhausen und der 1811 gegründeten Ruralgemeinde Schalkhausen zugeordnet. Diese wurde am 1. Juli 1972 im Zuge der Gebietsreform in Bayern in die Stadt Ansbach eingegliedert.

## Einwohnerentwicklung
| Jahr      | 001818 | 001840 | 001861 | 001871 | 001885 | 001900 | 001925 | 001950 | 001961 | 001970 | 001987 |
| Einwohner | 25     | 34     | 36     | 44     | 40     | 54     | 46     | 102    | 42     | 42     | 71     |
| Häuser    | 6      | 7      |        |        | 8      | 8      | 9      | 16     | 8      |        | 12     |
| Quelle    | [ 14 ] | [ 15 ] | [ 16 ] | [ 17 ] | [ 18 ] | [ 19 ] | [ 20 ] | [ 21 ] | [ 22 ] | [ 23 ] | [ 1 ]  |

## Religion
Der Ort ist evangelisch-lutherisch geprägt und bis heute nach St. Nikolaus (Schalkhausen) gepfarrt. Die Einwohner römisch-katholischer Konfession sind nach St. Ludwig (Ansbach) gepfarrt.